# سمبررو

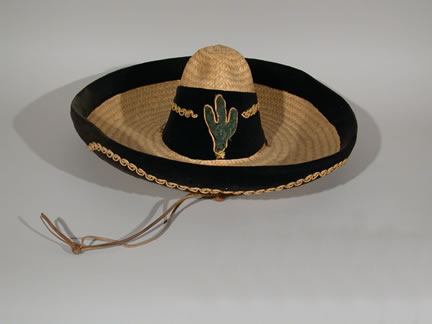
سمبرروی متعلق به هری ترومن، رئیس جمهور آمریکا

سمبررو (به اسپانیایی: Sombrero) نوعی کلاه پهن و آفتابگیر سنتی مکزیکی است.
این کلاه را امروزه در مکزیک و در ایالات لاتین نشین آمریکا همانند تگزاس (بخصوص در جشن‌ها و اعیاد و بر سر ماریاچی ها) می‌توان دید.